# Eede (rivier)
De Eede of Ee was een rivier die van Maldegem via Aardenburg naar het Zwin liep, waar ze bij Slepeldamme in uitstroomde. Dit ligt iets ten noorden van het huidige Draaibrug.
De naam van deze rivier werd voor het eerst in 1279 vermeld. 
De Eede was van groot belang omdat ze Aardenburg van een haven en een achterland voorzag, omdat ze ook met de Lieve in verbinding stond.
Bij Slepeldamme was een sluis waar tol geheven werd ten behoeve van de Graaf van Vlaanderen. Deze sluis werd vernield tijdens de Opstand van Kust-Vlaanderen in 1328. De sluis werd weer hersteld en de Eede werd in 1337 bedijkt.
Slepeldamme verdween, inclusief de sluis, tijdens de inundatie van 1583.
In tijden van oorlogsdreiging werd de Eede meermalen afgedamd, en wel in 1688, 1701 en 1745, doch de dam werd steeds spoedig weer geopend. 
In 1701 gebruikte Menno van Coehoorn het riviertje om, in verband met de Spaanse Successieoorlog een verdedigingslinie aan te leggen: hij leidde het water van de Eede om via de Elderschans en de Kruisdijkschans naar het Zwin. Pas in 1719 werd de daartoe aangelegde dam weer geopend.
In 1813 werd de Ee definitief afgesloten en verloor Aardenburg zijn haven.
Nu rest er enkel een beek die voornamelijk in Maldegem  onder deze naam (maar dan als Ede) gekend is. De naam van het dorp Eede verwijst ook naar die rivier.